# Василиј Шуљгин
Василиј Витаљевич Шуљгин (рус. Василий Витальевич Шульгин; 13. јануар 1878 — 15. фебруар 1976) био је руски политичар. Припадао је угледној, иако не богатој, украјинској или малоруској племићско-спахијској породици, члан Друге, Треће, и Четврте Државне думе.

## Породица
Отац му је био професор на Кијевском универзитету, аутор у своје доба добро познате књиге о улози жене у руској историји; али се његов син формирао нарочито под моћним утицајем свога очуха и васпитача, Димитрија Пихна, професора Кијевског универзитета и знаменитог економског писца, директора и власника дневника »Кијевљанин« (који је заступао јако конзервативна и националистичка схватања). Када је млади Шуљгин одрастао, ушао је, поред очуха, у новинарски посао, па га је касније и наследио на челу тог знаменитог десничарског листа, Интересантно је овде забележити, за разумевање прилика на руском Југу, да једна грана породице Шуљгина — она којој припада и Василије — сматра себе »малоруском«, па је одлучно оријентисана у духу руског национализма, док се друга страна — чији је најугледнији члан професор Александар Шуљгин, бивши министар спољних послова у првој украјинској самосталној влади — држи као »украјинска«, па је одлучно оријентисана у духу украјинског сепаратизма. Око тог питања, да ли су становници Јужне Русије већином »Малоруси« или »Украјинци« ломио је много копаља и Василиј, у својим говорима, чланцима, и расправама.

## Политичар
Свршивши више школе, Василиј Шуљгин био је ускоро (1907) изабран послаником Друге Државне думе, коју је он, како сам тврди, мрзео из дна душе, и у којој је седео на крајњој десници. Након државног удара од 3. јуна 1907, он је наравно ушао у Трећу Думу, па онда и у Четврту, у којој је остао све до краја. У обема је седео негде на десноме центруму, као виђен члан Клуба руских националиста, те творевине Столипина. За време Рата, учествујући у њему као резервни официр, на властите се очи уверио о великим гресима режима, па је са једним делом свога Клуба, као њихов вођа, (такозваних »напредних нацијоналиста«) приступио Напредном блоку, који је водио опозицију против последњих царских влада. Као такав ушао је, у прве дане Друге револуције, у Одбор Државне думе, који је преузео власт, и као делегат тог Одбора ишао је у Псков цару, где је од њега примио акт о абдикацији. Случајним стицајем прилика, за кратко време виђен учесник Револуције, он је Револуцију фактички увек мрзео, и ускоро се нашао у отвореној опозицији наспрам Привремене владе, па после, разуме се, и наспрам бољшевика. Био је доцније чланом Дјењикинове владе (без портфеља), и за време Добровољачке владе у Кијеву уређивао је поново »Кијевљанина«, који је он и обуставио приликом немачке окупације. Онда је, након пада Кијева, и Одесе, отишао у изгнанство, где је, живећи поглавито у Чешкословачкој и Југославији, наставио са публицистичким радом у монархистичком духу, па је — између осталих својих публикација — објавио и две књиге о Рату: »1920« и »Дани«.